# جاذبية المريخ
جاذبية المريخ هي ظاهرة طبيعية، تجذب جميع الأجسام ذات الكتلة حول كوكب المريخ نحوه، وذلك وفقاً لقانون الجاذبية. جاذبية المريخ أضعف من جاذبية الأرض بسبب الكتلة الأصغر للكوكب الأحمر. متوسط تسارع الجاذبية على سطح المريخ هو 3.72076 مترًا/ ثانية مربعة (حوالي 38٪ من تسارع جاذبية الأرض)، وهو يتغير بشكلٍ جانبي. بشكل عام، يدفع توازن القشرة الكوكبية، الخاضع لسيطرة الطوبوغرافيا، حالات شذوذ الجاذبية الهوائية الحرة ذات الطول الموجي القصير. في الوقت نفسه، يؤدي تدفق الحمل الحراري والقوة المحدودة للوشاح الكوكبي إلى حدوث شذوذات في الجاذبية الهوائية الحرة على نطاقٍ كوكبي ذات طولٍ موجيّ طويل على الكوكب بأكمله. يمكن أن يرتبط التباين في سماكة القشرة الكوكبية، وأنشطة الصخور المنصهرة والبراكين، وارتفاع انقطاع موهو نتيجة حدوث تصادم، والتغير الموسمي للغطائين الجليديين على القطبيين، وتغير الكتلة الجوية وتغير مسامية القشرة، مع التغيرات الجانبية. على مر السنين، أُنتجت نماذج تتكون من عددٍ متزايد ولكن محدود من التوافقات الكروية. شملت الخرائط التي أُنتجت شذوذ الجاذبية الهوائية الحرة، شذوذ جاذبية بوجير، وسمك القشرة. في بعض مناطق المريخ، هناك علاقة تربط شذوذات الجاذبية والتضاريس. بالنظر إلى التضاريس المعروفة، يمكن الاستدلال على وجود مجال جاذبيةٍ ذي دقةٍ عالية. يمكن قياس التشوه المدّي للمريخ، من قِبل الشمس أو قمره فوبوس من خلال جاذبيته. هذا يكشف عن مدى صلابة الجزء الداخلي للمريخ، ويظهر أنّ لبّه سائلٌ جزئياً. وبالتالي، يمكن لدراسة الجاذبية السطحية للمريخ أن تقدم معلوماتٍ حول الميزات المختلفة للكوكب وتوفر معلوماتٍ مفيدةٍ لمهمات الهبوط المستقبلية.

## القياسات
لفهم جاذبية المريخ، غالباً ما يُقاس ثابت الجاذبية g وجهد الجاذبية U الخاصين به. ببساطة، إذا افترضنا أنّ المريخ هو جسمٌ ثابتٌ وكرويٌ بشكلٍ كامل بنصف قطرٍ يساوي RM، وإذا افترضنا أيضاً أنّ هناك قمراً صناعياً واحداً فقط يدور حول المريخ في مدار دائري وأنّ الجاذبية هي القوة الوحيدة المؤثرة في النظام، تصبح معادلة قوة الجاذبية كالتالي{\displaystyle {\frac {GMm}{r^{2}}}=mr\omega ^{2}}
G هو ثابت الجاذبية (الذي يُساوي 6.674 *10^-11 مترًا مكعبًا/ كلغ ثانية مربعة)، وM هي كتلة المريخ (أحدث قيمة معروفة هي 6.41693*10^23  كلغ)، وm هي كتلة القمر، وr هي المسافة بين المريخ والقمر، وω هي السرعة الزاويّة للقمر، والتي تعادل /T2π (T هي الفترة المدارية للقمر).
وبالتالي،{\displaystyle g={\frac {GM}{R_{M}^{2}}}={\frac {r^{3}\omega ^{2}}{R_{M}^{2}}}={\frac {4r^{3}\pi ^{2}}{T^{2}R_{M}^{2}}}} ، RM هي نصف قطر المريخ. وباستخدام القياسات المناسبة، يمكن معرفة المعاملات التالية من الأرض: r، وT، و RM.
ومع ذلك، نظراً إلى أنّ كوكب المريخ هو جُرمٌ غير كروي بشكلٍ كامل ويتأثر بالعمليات الجيولوجية المعقدة، وبشكل أكثر دقة، يُوصف جهد الجاذبية باقترانات التوافقات الكروية، وفقاً للاصطلاح في علم الجوديسيا (علم المساحة التطبيقية) الرياضي:
{\displaystyle U(r,\lambda ,\psi )=-{\frac {GM}{r}}\left(1+\textstyle \sum _{l=2}^{l=L}\displaystyle \left({\frac {R}{r}}\right)^{l}\left(C_{l0}P_{l}^{0}(\sin \ \psi )+\sum _{m=1}^{+l}(C_{lm}\cos \ m\lambda +S_{lm}\sin \ m\lambda )P_{l}^{m}(\sin \ \psi )\right)\right)}
r، وʎ، وψ هي الإحداثيات الكروية لنقطة الاختبار. ʎ هو خط الطول و ψهو خط العرض. Clm وSlm هي معاملات توافقية عديمة الأبعاد من الدرجة l والمرتبة m. Pml هي حدود ليجندري المتعددة من الدرجة l مع m=0 وترتبط حدود ليجندري المتعددة مع m>0. تُستخدم هذه المُعاملات لوصف حلول معادلة لابلاس. R هو نصف القطر المتوسط للكوكب.

### عمليات الرصد الأرضية
قبل وصول مركبتا مارينر 9 وفايكنج المداريتان إلى المريخ، لم يكن لدى العلماء سوى تقديرٍ لثابت جاذبية المريخ GM، أي حاصل ضرب ثابت الجاذبية في كتلة المريخ، لاستنتاج خصائص مجال جاذبية المريخ. يمكن حساب ثابت جاذبية المريخ خلال رصد حركات الأقمار الطبيعية الخاصة بالمريخ (فوبوس وديموس) وعمليات تحليق المركبات الفضائية بالقرب من المريخ (مارينر 4 ومارينر 6).
تُوفر عمليات الرصد الأرضية طويلة الأمد لحركات فوبوس وديموس معلوماتٍ عن المُعاملات الفيزيائية بما في ذلك طول نصف المحور الرئيسي، والانحراف المداري، وزاوية الميل عن مستوى لابلاس، بالإضافة لمعلوماتٍ أخرى، والتي تسمح بحساب نسبة الكتلة الشمسية إلى كتلة المريخ، وعزم القصور الذاتي ومُعامل جهد جاذبية المريخ، وتوفر تقديراتٍ أولية لحقل جاذبية المريخ.

### بيانات التتبع الراديوية
يُعد التتبع الدقيق للمركبات الفضائية ذا أهميةٍ قصوى لنمذجة الجاذبية بدقة، إذ يجري تطوير نماذج الجاذبية من خلال رصد الاضطرابات الصغيرة في مسار المركبات الفضائية، أي التغير البسيط في سرعة المركبات وارتفاعها. يجري التتبع بواسطة هوائيات شبكة الفضاء العميق (دي إس إن)، بتطبيق تتبع المدى وتتبع دوبلر أحادي وثنائي وثلاثي الاتجاه. يعني التتبع أحادي الاتجاه أنّ البيانات تُرسل باتجاهٍ واحدٍ من المركبة الفضائية نحو دي إس إن، في حين يتضمن التتبع ثنائي وثلاثي الاتجاه إرسال إشاراتٍ من الأرض إلى المركبة الفضائية (الارتباط العلوي)، ثم يجري إرسالهما بشكلٍ مترابط إلى الأرض مرةً أخرى (الارتباط السفلي). يكمن الفرق بين التتبع الثنائي والثلاثي في أنّ المُرسل والمُستقبل هو نفسه على الأرض بالنسبة للتتبع الثنائي، في حين يكون المُرسل والمُستقبل موجودين في مواقع مختلفة على الأرض بالنسبة للتتبع الثلاثي. يعزز استخدام هذه الأنواع الثلاثة تغطية البيانات وجودتها، إذ يمكن لأحدها أن يملأ فجوة البيانات الخاصة بآخر.
تتبع دوبلر هو تقنية شائعة لتتبع المركبات الفضائية، عن طريق استخدام طريقة السرعة الشعاعية، والتي تتضمن كشف انزياحات دوبلر. عندما تتحرك المركبة الفضائية مُبتعدةً عنا على طول خط الرؤية الواصل بيننا وبينها، تختبر الإشارة انزياحاً نحو الطيف الأحمر، أما في الاتجاه المعاكس فتختبر الإشارة انزياحاً نحو الطيف الأزرق.  طُبّقت هذه التقنية أيضاً في عملية رصد الكواكب الخارجية. أما بالنسبة لتتبع المدى، يجري ذلك من خلال قياس وقت انتشار الإشارة خلال رحلة الذهاب والعودة. يُعزز رصد انزياح دوبلر والمدى تتبع المركبات الفضائية بدقةٍ أكبر.
يجري بعد ذلك تحويل بيانات التتبع لتطوير نماذج الجاذبية العالمية للكوكب باستخدام معادلة التوافقات الكروية. ومع ذلك، يجب إلغاء التأثيرات الناتجة عن تأثير المد الصلب، والآثار النسبية المختلفة الناجمة عن الشمس والمشتري وزحل، والقوى غير المحافظة (مثل عدم تشبع الزخم الزاوي (إيه إم دي)، ومقاومة الغلاف الجوي، وضغط الإشعاع الشمسي). وفي حال لم يتم ذلك، تظهر أخطاءٌ كبيرة في النتائج.

## نظرة تاريخية
أحدث نماذج جاذبية المريخ هو نموذج غودارد مارس 3 (جي أم أم - 3)، الذي أُنتج في عام 2016، مع حل التوافقات الكروية حتى الدرجة والمرتبة 120. طُوّر هذا النموذج بواسطة بيانات التتبع الراديوي لمركبة مارس غلوبال سورفير (المسّاح المريخي العالمي) (إم جي إس)، ومركبة مارس أوديسي، ومركبة مارس ريكونيسانس أوربيتر (مركبة الاستطلاع المريخية المدارية) (إم آر أو)، بالإضافة لنموذج مولا (إم أو إل إيه) الطبوغرافي، كما ويوفر دقةً عالمية تبلغ 115 كم. وقد أُنتجت خريطة منفصلة لشذوذ الجاذبية الهوائية الحرة، وخريطة لشذوذ جاذبية بورغر بالإضافة لخريطة لسمك القشرة إلى جانب ذلك النموذج. بالمقارنة مع نموذج إم آر أو 110 سي والنماذج السابقة الأخرى، ينبع التحسّن الكبير في تقدير مجال الجاذبية من القيام بنمذجةٍ أكثر دقةٍ للقوى غير المحافظة التي تتعرض لها المركبة الفضائية.
يمكن لتقنيات تتبع المركبات الفضائية والتفسير الجيوفيزيائي لخصائص السطح أن تؤثر على دقة قوة مجال الجاذبية. تُفضل التقنية الأفضل حلول التوافقات الكروية للدرجات والمرتبات الأعلى. أسفر التحليل المستقل لبيانات تتبع مركبتي مارينر 9 وفايكنج المداريتان عن حلول توافقاتٍ كروية ذات درجة وترتيب يساويان العدد 6. يسمح مزيدٌ من الدمج بين مجموعتي البيانات، إلى جانب ارتباط الشذوذ مع السمات البركانية (الشذوذ الإيجابي) والانهيارات العميقة (الشذوذ السلبي) بمساعدة بيانات الصور، بإنتاج حلول توافقاتٍ كروية ذات درجة وترتيب يساويان العدد 18. فضّل الاستخدام الإضافي لأسلوب القيد المكاني السابق، الذي أخذ التضاريس في عين الاعتبار في حل قيود قانون قدرة كاولا، نموذجاً ذا درجة توافقٍ كروي تساوي العدد 50 في الدقة العالمية (نموذج غودارد مارس - 1، أو جي إم إم - 1) ثم النماذج اللاحقة ذات درجة اكتمال أعلى ودرجة ومرتبة تصل إلى 120 بالنسبة للنموذج الأحدث جي إم إم - 3.
لذلك، لا تُنتج نماذج الجاذبية في الوقت الحاضر مباشرة من خلال نقل بيانات الجاذبية المقاسة إلى أي نظام معلومات مكاني بسبب صعوبة إنتاج نموذج دقةٍ عاليةٍ بشكلٍ كافٍ. وبالتالي تصبح بيانات الطبوغرافيا النابعة من أداة مولا على متن مركبة مارس غلوبال سورفير وسيلةً مفيدة لإنتاج نموذج جاذبية قصير المدى وأكثر تفصيلاً، باستخدام ارتباط الجاذبية والطبوغرافيا في الطول الموجي القصير. ومع ذلك، لا يظهر هذا الارتباط على جميع مناطق سطح المريخ، لا سيما الأراضي المنخفضة الشمالية والقطبين. يمكن للنتائج المضللة أن تظهر بسهولة، ما قد يؤدي إلى تفسيرٍ جيوفيزيائيٍ خاطئ.
تشمل التعديلات اللاحقة لنموذج الجاذبية أخذ القوى غير المحافظة الأخرى التي تتعرض لها المركبات الفضائية في عين الاعتبار، بما في ذلك مقاومة الغلاف الجوي، وضغط الإشعاع الشمسي، وضغط الإشعاع الشمسي المُنعكس عن المريخ، والإشعاع الحراري للمريخ، ودفع المركبات الفضائية الصاروخي الذي يلغي دوران أو إشباع عجلات العزم الزاويّ. بالإضافة إلى ذلك، يجب تصحيح التأثيرات التالية على القياسات: حركة مبادرة المريخ وتأثير جاذبية جسمٍ ثالثٍ ناتجٍ عن الشمس والقمرين والكواكب، والتي يمكن أن تؤثر على مدار المركبة الفضائية، وكذلك التأثيرات النسبية. يمكن لهذه العوامل أن تؤدي لانزياحٍ في حقل الجاذبية الحقيقي. وبالتالي، يجب وضع نماذج دقيقة للتخلص من هذه الإزاحة. لا يزال هذا العمل جارياً.